# 入子文子
入子 文子（いりこ ふみこ、1942年6月21日 - 2020年3月29日）は、日本のアメリカ文学者。ナサニエル・ホーソーンが専門。

## 経歴
岡山県出身。お茶の水女子大学文教育学部英文科卒業。甲南大学大学院文学研究科修士課程修了。2005年「ホーソーン・《緋文字》・タペストリー」でお茶大・博士（人文科学）。阪南大学助教授、神戸海星女子学院大学教授を経て、関西大学教授、2013年定年退職。

## 著書
- 『ホーソーン・《緋文字》・タペストリー』南雲堂, 2004
- 『アメリカの理想都市』関西大学出版部, 2006
- 『メランコリーの垂線 ホーソーンとメルヴィル』関西大学出版部, 2012
- 『複眼のホーソーン』小鳥遊書房, 2022

### 共編著・監修
- 『アメリカを読む』藤田実, 若田恭二,加勢田博, 植条則夫, 白木万博共著. 大修館書店, 1998
- 『視覚のアメリカン・ルネサンス』武藤脩二共編著. 世界思想社, 2006
- 『図像のちからと言葉のちから イギリス・ルネッサンスとアメリカ・ルネッサンス』藤田實共編. 大阪大学出版会, 2007
- 『独立の時代 アメリカ古典文学は語る』林以知郎共編著. 世界思想社, 2009
- 『英米文学と戦争の断層』編著. 関西大学出版部, 2011
- 『水と光 アメリカの文学の原点を探る』監修, 谷口義朗, 中村善雄編. 開文社出版, 2013